# Ixamatus musgravei
Ixamatus musgravei is een spinnensoort in de taxonomische indeling van de bruine klapdeurspinnen (Nemesiidae).
Ixamatus musgravei werd in 1982 beschreven door Raven.